# 鎌鼬

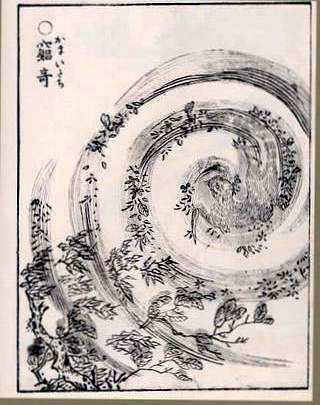
鳥山石燕『画図百鬼夜行』（1776年）より「窮奇」（かまいたち）

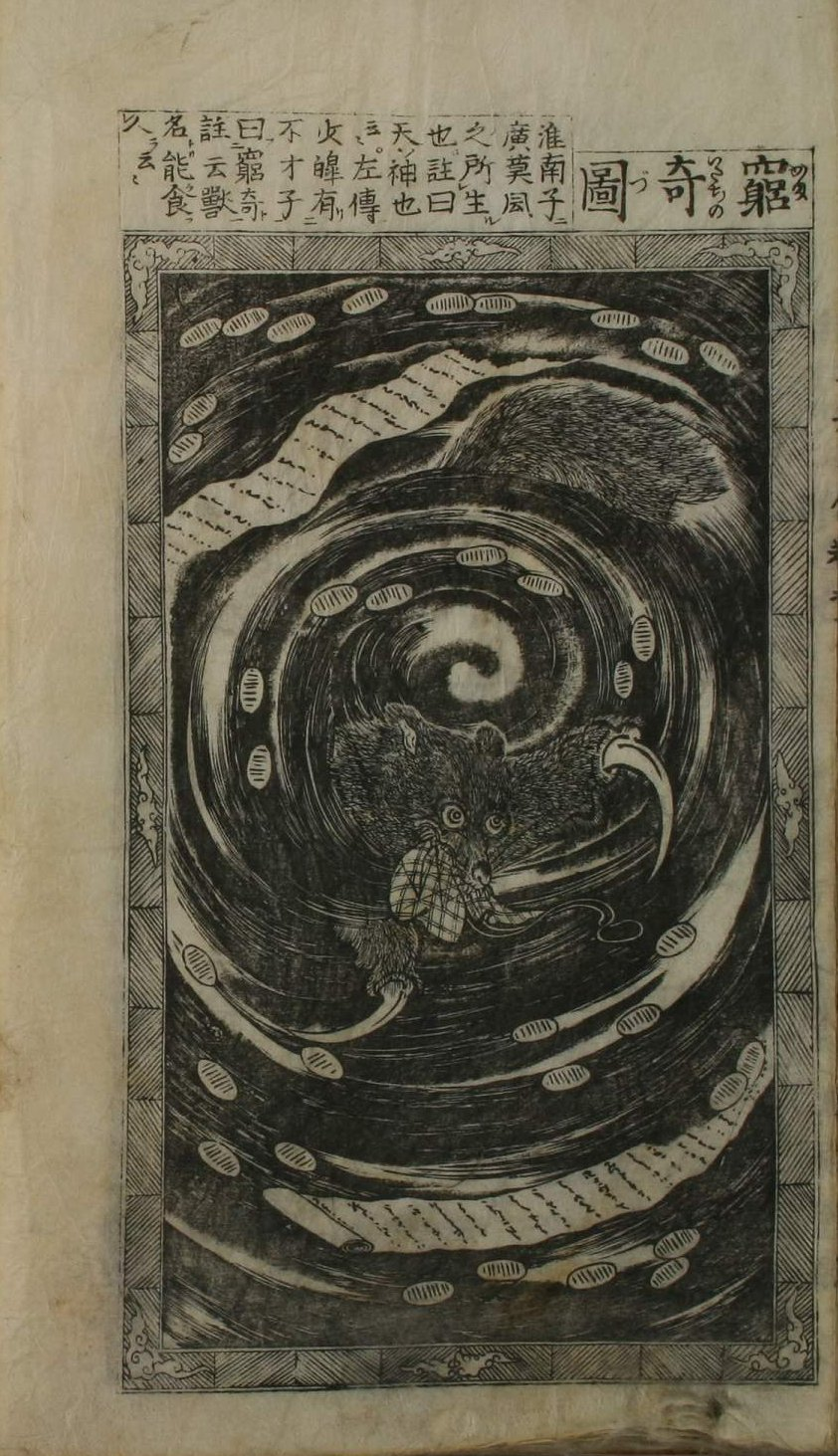
歌川豊広『浮牡丹全伝』（1809年）より「窮奇図」

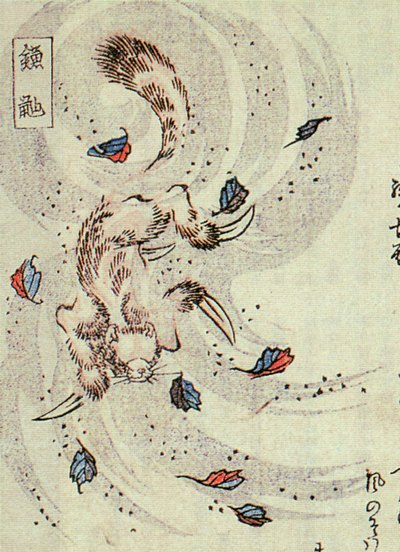
竜斎閑人正澄 画『狂歌百物語』（1853年）より「鎌鼬」

鎌鼬（かまいたち）は、日本に伝わる妖怪、もしくはそれが起こすとされた怪異である。つむじ風に乗って現われて人を切りつける。これに出遭った人は刃物で切られたような鋭い傷を受けるが、痛みはなく、傷からは血も出ないともされる。
別物であるが風を媒介とする点から江戸時代の書物では中国の窮奇（きゅうき）と同一視されており、窮奇の訓読みとして「かまいたち」が採用されていた。

## 由来
「かまいたち」という語は「構え太刀（かまえたち）」の訛りであるとも考えられている。「いたち」という語から江戸時代中期以後、鳥山石燕の『画図百鬼夜行』など（図を参照）に見られるように鎌のような爪をもったイタチの姿をした妖怪として絵画にも描かれるようになり、今日に定着している。

## 各地の民間伝承
人を切って傷つけると考えられた風は、中部・近畿地方など全国に伝えられており、特に雪深い地方にその言い伝えが多い。各地に伝承されるかまいたちは、現象自体は同じだが正体についても説明は一様ではなく、また、つむじ風そのものを「かまいたち」と呼ぶ地方も数多くある。東北地方ではかまいたちによる傷を負った際には、古い暦を黒焼きにして傷口につけると治るともいわれた。
和歌山県では、路上で誤って転倒するなどして傷を負ったとき、その傷口が鎌で切ったような形状をしていた場合、かまいたちのしわざであるとされていた。奈良県吉野郡地方では、かまいたちに噛まれると人は転倒してしまい傷口が開くが血は出ないという。かまいたちは人間の目に見えないとされており、形は定かではない。

### 悪神による かまいたち
信越地方では、かまいたちは悪神の仕業であるといい、暦（こよみ）を踏んだりするとこの災いに会うという俗信がある。越後のかまいたちは、越後七不思議の一つにも数えられている（異同もあり、七不思議に含まれない場合もある）。また、飛騨の丹生川流域でも神によるものと考えられており、その悪神は3人連れで、最初の神が人を倒し、次の神が刃物で切り、三番目の神が薬をつけていくため出血がなく、また痛まないのだと言われていた。

### 飯綱による かまいたち
愛知県東部では飯綱（いづな）とも呼ばれ、かつて飯綱使いが弟子に飯綱の封じ方を教えなかったため、逃げた飯綱が生き血を吸うために旋風に乗って人を襲うのだという。

### 野鎌
高知県などではかまいたちのような現象は「野鎌（のがま）に切られる」と呼ばれる。野鎌は葬式の際に墓場で使われたまま放置された草切り鎌がなる妖怪だとされている。徳島県祖谷地方では、葬式の穴堀などに使った鎌や鍬は墓場に7日間置いてから持って帰らないと野鎌に化けるといい、野鎌に遭った際には「仏の左の下のおみあしの下の、くろたけの刈り株なり、痛うはなかれ、はやくろうたが、生え来さる」と呪文を唱えるという。

### その他
新潟県三島郡片貝町では鎌切坂（かまきりざか、蟷螂坂とも書かれる）という坂道で転ぶと鎌で切ったような傷ができ黒い血が流れて苦しむという。かつてそこに住んでいた巨大なカマキリが大雪で圧死して以来、そのようなことが起こるようになった、と伝えられている。
神奈川県では鎌風（かまかぜ）、静岡県では悪禅師の風（あくぜんじのかぜ）と呼ばれる。
西国では風鎌（かざかま）といって人の肌を削ぐものだといい、削がれたばかりのときには痛みがないが、しばらくしてから耐え難い痛みと出血を生じ、古い暦を懐に入れるとこれを防ぐことができるという。
また野外ではなく屋内での体験談もあり、江戸の四谷で便所で用を足そうとした女性や、牛込で下駄を履こうとしていた男性がかまいたちに遭った話もある。青梅では、ある女が恋人を別の女に奪われ、怨みをこめて自分の髪を切ったところ、その髪がかまいたちとなって恋敵の首をばっさり切り落としたという話がある。

## 江戸時代の文献での記述
『古今百物語評判』には「都がたの人または名字なる侍にはこの災ひなく候。」とある。鎌鼬にあったなら、これに慣れた薬師がいるので薬を求めて塗れば治り、死ぬことはない。北は陰で寒いので物を弱らす。北国は寒いので粛殺の気が集まり風は激しく気は冷たい。それを借りて山谷の魑魅がなす仕業と言われている。都の人などがこの傷を受けないのは邪気は正気に勝てぬと言う道理にかなったことだと言う。
根岸鎮衛『耳袋』（巻の七「旋風怪の事」）には、江戸の加賀屋敷の跡地にあった野原で子供がつむじ風に巻かれ、その背中に一面にイタチのような獣の足跡が残されていたとの記述がある。
尾張藩士・三好想山の随筆『想山著聞奇集』によれば、かまいたちでできた傷は最初は痛みも出血もないが、後に激痛と大出血を生じ、傷口から骨が見えることもあり、稀にだが死に至る危険性すらあるという。この傷は下半身に負うことが多いため、かまいたちは1尺（約30センチメートル）ほどしか飛び上がれないとの記述もある。また同じく三好想山によれば水中に棲むものもおり、四谷御門内のくぼみが雨上がりで水溜りとなったところで遊んでいた子供や、麻布古川を渡っているものがかまいたちに遭ったという。
北陸地方の奇談集『北越奇談』では、かまいたちは鬼神の刃に触れたためにできる傷とされている。
天野信景は随筆『塩尻』巻五十二で、中国でいうシイがかまいたちにあたるとしている。

## 季語
季語としての「鎌鼬（かまいたち）」は、冬の季語（三冬の季語）である。分類は天文。外気で皮膚が鋭い刃物で切ったように傷つく現象を指し、昔（およそ江戸時代以前）は、イタチ（鼬）もしくはイタチに似た謎の怪異、あるいは風神の仕業とされていた。子季語として鎌風（かまかぜ）がある。「鎌鼬」が係る現象のみならず原因たる正体不明の存在をも指す包括的な語であるのに対して、「鎌風」は現象により注目した語となっている。

## 近現代における解釈
明治時代に「かまいたち」現象は、旋風の中心に出来る真空または非常な低圧により皮膚や肉が裂かれる現象であるという説明解釈がなされており、井上円了などもその説を紹介していた。
ただし、同じ明治時代の物理学者である寺田寅彦はエッセイ「化け物の進化」 の中で、
「この説は物理学者には少しふに落ちない（中略）強風のために途上の木竹片あるいは砂粒のごときものが高速度で衝突するために皮膚が截断されるのである」と述べ、真空説を退けていた。
真空説は一見科学的であったために近代以後、児童雑誌や科学記事などを通じて一般に広く浸透し、日本の漫画やアニメーション等フィクションには、しばしば旋風によって物体をカッターのように切り裂く表現が見受けられる。円谷プロ製作『怪奇大作戦』16話「かまいたち」でも、この理論を元にストーリーが作られている。

## 風に関する妖怪の民間伝承
風に関する妖怪や霊怪にはあたると病気になるとされる物が多く伝承されており、直接的な外傷を負わせてくるものは他には少ない。
山口県豊浦郡のヤマミサキは、深山に出る怪で、人の生首の形をして落ち葉の上を車のように飛んだりする魔風である。人がその風に会うと大熱を起こすと言われ、萩市相島では、その正体は死後に行き場のない、風になってさまよっている亡霊であるという。山口県阿武郡六島村（現・萩市）では、崖で死んだ人や難破者は、死後8日目までヤマミサキになるという。高知の幡多郡昭和村（現・四万十町）ではこのヤマミサキを「リョウゲ」と呼び、不慮の事故にあって死んだ者の霊とされ、これに行きあうことをリョウゲ憑きと呼んでいる。
高知県高岡郡黒岩村（現・越知町）では前述の野鎌に類する魔風を「ムチ（鞭）」というが、これは鞭を振り回すような風が田の上に吹くことをいい、これにあたると病気になるという。土佐郡土佐山村（現・高知市）では、ムチは夜道を行く者の連れている牛馬を取り殺すといい、牛馬に目隠しをしてこれを防ぐという。
奄美大島では、お盆近くに墓道などで、生温かい風が掠めて悪寒がし、家に帰って着物を脱いでみると、身体のどこかに斑紋が出来ていることがあるという。間もなく高熱が出て、ユタに祓いをしてもらわなければならないとされる。